# Puchar Świata w skokach narciarskich w Czajkowskim
Zawody Pucharu Świata w skokach narciarskich w Czajkowskim – zawody w skokach narciarskich, przeprowadzane w ramach Pucharu Świata kobiet w skokach narciarskich od sezonu 2018/2019. Areną zmagań jest kompleks skoczni Snieżynka.

## Podium poszczególnych konkursów PŚ w Czajkowskim
| Lp | Data          | Sezon     | Skocznia  | HS    | Uwagi       | 1. miejsce                                                                            | 2. miejsce                                                              | 3. miejsce                                                                         |
| -- | ------------- | --------- | --------- | ----- | ----------- | ------------------------------------------------------------------------------------- | ----------------------------------------------------------------------- | ---------------------------------------------------------------------------------- |
| 1. | 23 marca 2019 | 2018/2019 | Snieżynka | HS102 | RTBB        | Juliane Seyfarth                                                                      | Katharina Althaus                                                       | Sara Takanashi                                                                     |
| 2. | 24 marca 2019 | 2018/2019 | Snieżynka | HS140 | RTBB        | Maren Lundby                                                                          | Juliane Seyfarth                                                        | Nika Križnar                                                                       |
| 3. | 21 marca 2020 | 2019/2020 | Snieżynka | HS102 | RTBB        | odwołany                                                                              | odwołany                                                                | odwołany                                                                           |
| 4. | 22 marca 2020 | 2019/2020 | Snieżynka | HS140 | RTBB        | odwołany                                                                              | odwołany                                                                | odwołany                                                                           |
| 3. | 26 marca 2021 | 2020/2021 | Snieżynka | HS102 | RTBB        | Marita Kramer                                                                         | Sara Takanashi                                                          | Nika Križnar                                                                       |
| 4. | 28 marca 2021 | 2020/2021 | Snieżynka | HS102 | druż., RTBB | Austria 1. Daniela Iraschko-Stolz 2. Sophie Sorschag 3. Chiara Hölzl 4. Marita Kramer | Słowenia 1. Špela Rogelj 2. Katra Komar 3. Urša Bogataj 4. Nika Križnar | Niemcy 1. Katharina Althaus 2. Juliane Seyfarth 3. Luisa Görlich 4. Anna Rupprecht |
| 5. | 28 marca 2021 | 2020/2021 | Snieżynka | HS140 | RTBB        | Marita Kramer                                                                         | Silje Opseth                                                            | Nika Križnar                                                                       |

## Statystyki

### Najwięcej razy na podium w konkursach indywidualnych
Stan na 28 marca 2021
| Miejsce | Zawodniczka       | Zwycięstwa | 2. miejsca | 3. miejsca | Razem |
| ------- | ----------------- | ---------- | ---------- | ---------- | ----- |
| 1.      | Marita Kramer     | 2          | 0          | 0          | 2     |
| 2.      | Juliane Seyfarth  | 1          | 1          | 0          | 2     |
| 3.      | Maren Lundby      | 1          | 0          | 0          | 1     |
| 4.      | Sara Takanashi    | 0          | 1          | 1          | 2     |
| 5.      | Katharina Althaus | 0          | 1          | 0          | 1     |
| 5.      | Silje Opseth      | 0          | 1          | 0          | 1     |
| 7.      | Nika Križnar      | 0          | 0          | 3          | 3     |

### Najwięcej razy na podium według państw
Stan na 28 marca 2021
| Miejsce | Państwo  | Zwycięstwa | 2. miejsca | 3. miejsca | Razem |
| ------- | -------- | ---------- | ---------- | ---------- | ----- |
| 1.      | Austria  | 2          | 0          | 0          | 2     |
| 2.      | Niemcy   | 1          | 2          | 0          | 3     |
| 3.      | Norwegia | 1          | 1          | 0          | 2     |
| 4.      | Japonia  | 0          | 1          | 1          | 2     |
| 5.      | Słowenia | 0          | 0          | 3          | 3     |